# Tomaycuri
Tomaycuri ist eine Ortschaft im Departamento Potosí im Hochland des südamerikanischen Andenstaates Bolivien.

## Lage im Nahraum
Tomaycuri ist der zweitgrößte Ort des Kanton Macha im Municipio San Pedro de Macha in der Provinz Chayanta. Die Ortschaft liegt zwei Kilometer südwestlich des Cerro Turi Jakke (4346 m) auf einer Höhe von 4028 m am Zusammenfluss von Río Choka Mayu und Río Wila Khaua zum Río Tomaycuri, der flussabwärts vorbei an Macha über den Río Chayanta zum Río Grande fließt.

## Geographie
Tomaycuri liegt zwischen dem bolivianischen Altiplano im Westen und der Anden-Gebirgskette der Cordillera Central im Osten. Das Klima der Region ist ein typisches Tageszeitenklima, bei dem die mittlere Temperaturschwankung zwischen Tag und Nacht deutlicher ausfällt als zwischen Sommer und Winter.
Die Jahresdurchschnittstemperatur im langjährigen Mittel liegt bei etwa 4 °C (siehe Klimadiagramm Colquechaca), die Monatswerte bewegen sich zwischen 0 °C im Juni/Juli und 6 °C von November bis Januar. Die jährliche Niederschlagsmenge beträgt 460 mm, von Mai bis August herrscht eine Trockenzeit von monatlich weniger als 5 mm Niederschlag, während die Niederschlagshöhe im Januar und Februar etwa 100 mm erreicht.

## Verkehrsnetz
Tomaycuri liegt in einer Entfernung von 169 Straßenkilometern nördlich von Potosí, der Hauptstadt des gleichnamigen Departamentos.
Von Potosí aus führt die Nationalstraße Ruta 1 in nördlicher Richtung über Tarapaya, Yocalla und Cruce Culta weiter nach Oruro und El Alto, der Nachbarstadt von La Paz, und nach Desaguadero am Titicacasee.
In Cruce Culta (früher: Ventilla) zweigt eine unbefestigte Landstraße von der Hauptstraße in nördlicher Richtung ab und erreicht nach 38 Kilometern die Ruta 6 zwei Kilometer nördlich von Macha. Die Ruta 6 führt von hier aus weiter in südöstlicher Richtung über Tomaycuri und Ocurí nach Sucre.

## Bevölkerung
Die Einwohnerzahl der Ortschaft ist in dem Jahrzehnt zwischen den beiden letzten Volkszählungenen auf mehr als das Dreifache angestiegen, sicherlich auch verursacht durch den Ausbau und die Asphaltierung der Ruta 6:
| Jahr | Einwohner         | Quelle       |
| ---- | ----------------- | ------------ |
| 1992 | keine Detaildaten | Volkszählung |
| 2001 | 163               | Volkszählung |
| 2013 | 535               | Volkszählung |
| 2024 |                   | Volkszählung |

Die Region weist einen hohen Anteil an Quechua-Bevölkerung auf, im Municipio Ocurí sprechen 98,5 Prozent der Bevölkerung Quechua. (2001)